# Шан-Гирей, Аким Павлович
Аки́м Па́влович Шан-Гире́й (14 (26) июня 1819 — 8 (20) декабря 1883) — троюродный брат Михаила Юрьевича Лермонтова, автор воспоминаний о поэте (впервые напечатаны в журнале «Русское обозрение», 1890, книга VIII). На правах близкого друга помогал Лермонтову в работе над романом «Княгиня Лиговская»; сохранил многие рукописи поэта, включая список 4-й редакции поэмы «Демон», а также его письма, адресованные Святославу Раевскому, Марии Лопухиной, Александре Верещагиной.
В 1851 году женился на падчерице генерала Верзилина Эмилии Александровне Клингенберг — свидетельнице ссоры между Лермонтовым и офицером Николаем Мартыновым, завершившейся дуэлью.

## Биография

### Детство
Родился 14 (26) июня 1819 года в станице Шелкозаводской в семье штабс-капитана в отставке Павла Петровича Шан-Гирея (1795—1864), служившего под началом генерала Ермолова, и Марии Акимовны Шан-Гирей (до замужества — Хастатовой) (1799—1845), приходившейся племянницей бабушке Лермонтова — Елизавете Алексеевне Арсеньевой. В семье росло четверо детей; Аким Павлович был старшим.

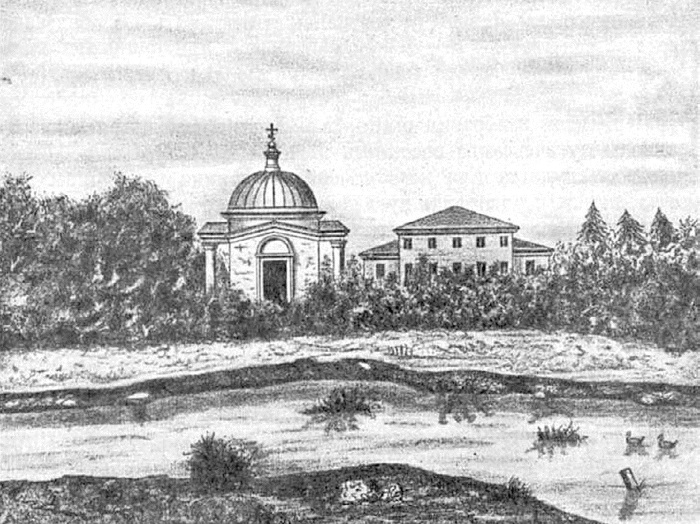
Тарханы. Дом и домовая церковь. Литография М. Рудкевича (1842)

В 1825 году Шан-Гиреи по настоянию Елизаветы Алексеевны перебрались из Пятигорска в Пензенскую губернию. На первых порах они остановились у Арсеньевой в Тарханах, позже приобрели расположенное неподалёку имение Апалиха. Семилетний Аким, взятый бабушкой Лермонтова «на воспитание вместе с Мишелем», жил рядом с будущим поэтом в течение двух лет; у мальчиков была общая детская комната и общие учителя — француз Капэ, рассказывавший о ратных подвигах, и немка Кристина Осиповна. Став старше, Лермонтов начал самостоятельно ездить к родственникам в Апалиху; его увлечённость Кавказом могла зародиться ещё в отроческие годы после рассказов Павла Петровича об этом регионе.

Лермонтова я начинаю хорошо помнить с осени 1825 года. <…> Мне живо помнится смуглый, с чёрными

блестящими глазками, Мишель, в зелёной курточке и с клоком белокурых волос, резко отличавшихся от прочих,

чёрных, как смоль. <…> Уже тогда он рисовал акварелью и лепил из крашеного воску целые картины.

Из воспоминаний А. П. Шан-Гирея.

### Молодость. Рядом с Лермонтовым
Начиная с 1828 года Шан-Гирей старался надолго не разлучаться со своим троюродным братом; когда тот переехал в Москву, Аким Павлович перебрался следом. Осенью 1832 года Лермонтов поступил в школу гвардейских подпрапорщиков в Петербурге — через два года в столицу прибыл и Шан-Гирей. Остановившись в доме Арсеньевой, он почти ежедневно навещал друга в юнкерской школе, пронося «контрабандой» пироги и конфеты; порой делал рисунки, рассказывающие о нравах этого заведения (среди сохранившихся — «Юнкера у карцера», «Обед юнкеров»).
Поступив в 1834 году в петербургское артиллерийское училище, Шан-Гирей в выходные и праздничные дни неизменно появлялся в квартире у Елизаветы Алексеевны: друзья играли в шахматы, спорили о книгах; Лермонтов привлекал младшего брата к работе над романом «Княгиня Лиговская». Шан-Гирей был посвящён в сердечные дела товарища: поэт не скрывал от него ни потрясения, вызванного известием о замужестве Варвары Лопухиной, ни интереса к княгине Марии Алексеевне Щербатовой — борьба за её внимание могла стать одной из причин дуэли Лермонтова с сыном французского посла Эрнестом де Барантом. О том, что поэт ездил на Чёрную речку «стреляться», Шан-Гирей, вернувшийся из училища в неурочный час, узнал от него самого: Лермонтов, появившись в доме «мокрым как мышь», буднично рассказал, что сначала на снегу была драка на рапирах, потом секунданты дали дуэлянтам пистолеты; в итоге всё завершилось благополучно для обеих сторон.
Результатом «благополучной дуэли» стала ссылка Лермонтова на Кавказ. Из петербургского отпуска весной 1841 года его провожал только Аким Шан-Гирей:

У меня не было никакого предчувствия, но очень было тяжело на душе. Пока закладывали лошадей, Лермонтов давал мне различные поручения,
<…> но я ничего не слыхал. «Извини, Мишель, я ничего не понял». — «Какой ты ещё дитя, — отвечал он. — Прощай, поцелуй ручки у бабушки».
Это были в жизни его последние слова ко мне. В августе мы получили известие о его смерти.

Прибыв в Пятигорск, Лермонтов отправил ещё одно напутствие своему троюродному брату: в письме от 10 мая 1841 года, адресованном Арсеньевой, он попросил передать «Екиму Шангирею», чтобы тот не ехал в Америку — «уж лучше сюда на Кавказ. Оно и ближе, и гораздо веселее».

### Зрелые годы. Семья

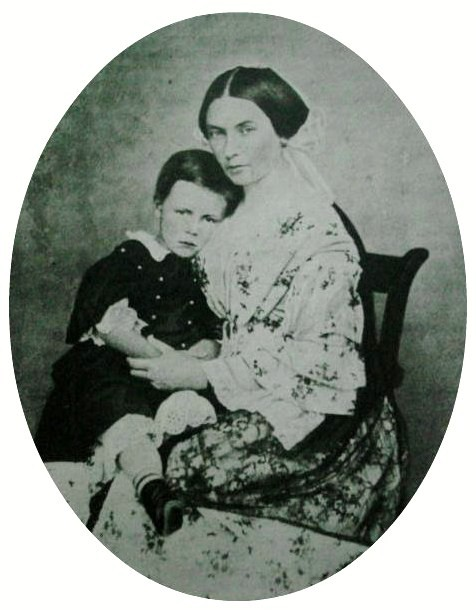
Эмилия Александровна с сыном Акимом (1850-е)

Шан-Гирей выполнил просьбу Лермонтова и действительно связал свою жизнь с Кавказом. По окончании училища он служил адъютантом у начальника полевой конной артиллерии Ивана Карловича Арнольди. Выйдя в отставку в 1844 году, прибыл в Пятигорск и приобрёл имение недалеко от города. Семь лет спустя Аким Павлович женился на Эмилии Александровне Клингенберг (1815—1891) — падчерице генерала Верзилина, в доме которого произошло столкновение Лермонтова с Мартыновым.
Эмилию Клингенберг, обладавшую способностью окружать себя поклонниками, называли «розой Кавказа». По мнению некоторых исследователей, она послужила прототипом княжны Мери; ей был посвящён приписываемый Лермонтову язвительный экспромт: «За девицей Emilie / Молодёжь как кобели». О том, какова была роль «пятигорской светской львицы» в истории ссоры Лермонтова и Мартынова, доподлинно неизвестно, однако исследователи «догадывались о недобром участии падчерицы генерала Верзилина в этом конфликте», а потому с определённым недоверием относились к её мемуарам, вышедшим в 1880-х годах в газетах и журналах «Новое время», «Нива», «Русский вестник» и других. Тем не менее родство с Шан-Гиреем стало для Клингенберг щитом, позволявшим пресечь открытые обвинения.
В семье родилось двое детей: сын Аким (1852—1912) и дочь Евгения (1856—1943; в замужестве Казьмина). В день 40-летней годовщины со дня смерти Лермонтова (15 июля 1881) дочь Шан-Гиреев провела для прибывшего в Пятигорск историка литературы Павла Висковатова отдельную экскурсию, поделившись теми знаниями о поэте, которые были ей переданы родителями (в памятных мероприятиях участвовали также Аким Павлович и Эмилия Александровна). В 1940 году Евгения Акимовна приняла участие в съёмках документального фильма «Гибель поэта».
Аким Павлович много лет занимался ирригационными работами на Кавказе. Работая с земными недрами, он открыл месторождение серы (1867, Нахичеванский уезд). Его профессиональная деятельность совмещалась с общественной. Так, активная вовлечённость Шан-Гирея в дела уезда позволила ему занять пост предводителя дворянства. За работу в комитете Государственного совета и Кавказском комитете по устройству крестьян Ставропольской губернии он был награждён бронзовой медалью.
Шан-Гирей скончался в Тифлисе 8 декабря 1883 года; причиной смерти стало нарушение целостности стенок сердца. Прах Акима Павловича перевезли в Пятигорск. Его последним приютом стало старое пятигорское кладбище; могила Шан-Гирея находится неподалёку от места первоначального погребения Лермонтова. Эмилия Александровна Клингенберг пережила мужа на восемь лет.

## Полемика вокруг творческого вклада
Среди литературоведов нет однозначного мнения о том, насколько глубоко Аким Шан-Гирей был погружён в творческие замыслы Лермонтова. Так, Павел Висковатов считал, что троюродный брат поэта соприкасался с ними весьма поверхностно: его роль в совместной работе над произведениями сводилась к их написанию под диктовку или чтению подготовленных отрывков вслух. Висковатов объяснял это молодостью Шан-Гирея и тем, что он «по тогдашнему своему развитию не мог быть даже отдалённо полезным сотрудником и ценителем».
Достаточно жёсткую оценку воспоминаниям Шан-Гирея дал Ираклий Андроников: литературоведа возмутили тезисы о лермонтовском байронизме как «драпировке», за которой не было ни мучений, ни страданий. Назвав эти суждения «наивными и глубоко ложными», Андроников отметил, что Шан-Гирей «многое не понимал, а многое просто не помнил».
В то же время литературовед и главный редактор Лермонтовской энциклопедии Виктор Мануйлов подчёркивал, что Шан-Гирей был одним из немногих окружавших поэта людей, которым тот доверял свои творческие планы. Мануйлова в целом поддерживали и другие исследователи, считавшие, что «может быть, только С. А. Раевский значил больше в жизни поэта». Сам же Раевский, узнав о намерении Шан-Гирея написать мемуары о Лермонтове, откликнулся на инициативу словами:

Ты был его другом, преданным с детства, и почти не расставался с ним; по крайней мере все значительные изменения в его жизни совершились при тебе, при тёплом твоем участии, и редкая твоя память порукою, что никто вернее тебя не может передать обществу многое замечательное об этом человеке.